# Die verkaufte Braut

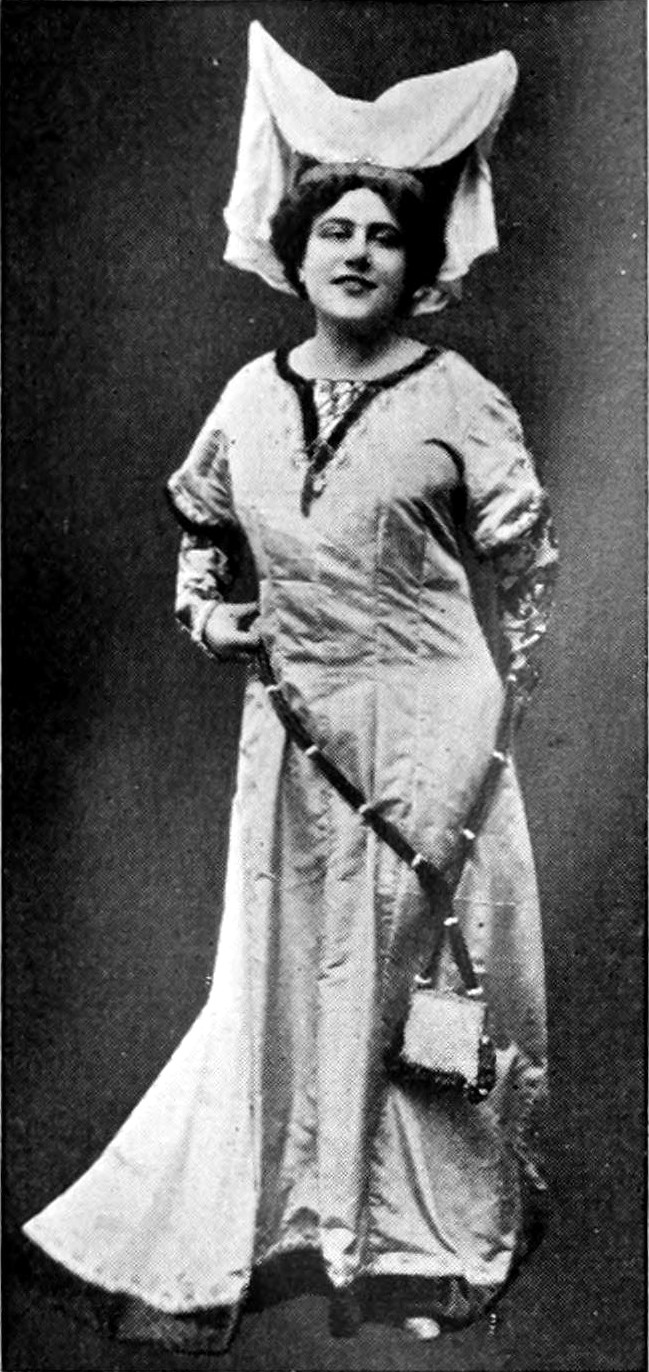
Ema Destinová als Marie (1917)

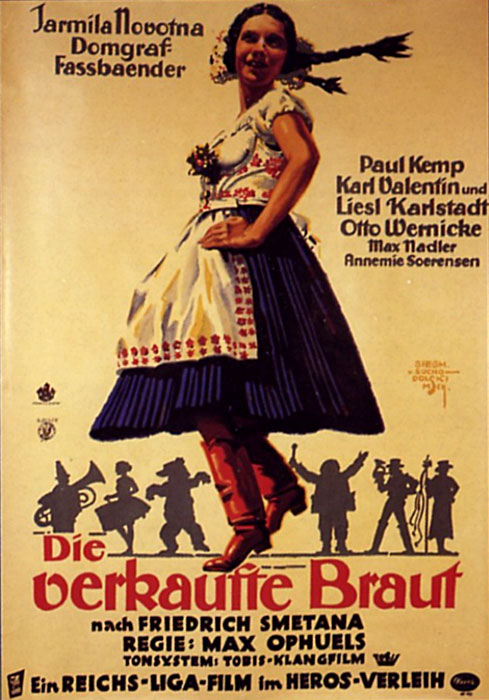
Jarmila Novotna als Marie (1932)

Die verkaufte Braut (tschechisch Prodaná nevěsta) ist eine Oper in drei Akten von Bedřich Smetana (1824–1884). Die Handlung, nach einem Libretto von Karel Sabina, spielt in einem Dorf in Böhmen im 19. Jahrhundert. Die spieltechnisch höchst anspruchsvolle Ouvertüre führt rasant in die Spielhandlung ein. Sie ist häufig mitsamt dem Furiant in Sinfoniekonzerten zu hören.

## Handlung
In einem böhmischen Dorf wird Kirchweih gefeiert. Die junge Marie jedoch ist traurig. Sie soll den dummen, aber reichen Wenzel heiraten, obwohl ihr Herz dem Hans gehört. Sie schwört ihrem Hans ewige Treue. Der erzählt ihr, dass er von einer bösen Stiefmutter aus dem Haus getrieben wurde; dass er und Wenzel Halbbrüder sind, verrät er jedoch nicht.
Maries Vater und der Ehevermittler kommen mit dem Ehevertrag. Marie verweigert standhaft ihre Zustimmung. Ihre Mutter Kathinka unterstützt ihre Tochter.
Der mit einem Sprachfehler behaftete Wenzel sitzt unterdessen im Wirtshaus. Er hat Marie noch nie gesehen und so ist es für diese ein leichtes, mit ihm ins Gespräch zu kommen und ihm seine zukünftige Braut in den schwärzesten Farben zu schildern. Es kommt so weit, dass Wenzel „so eine“ nicht mehr haben will. Der Heiratsvermittler hat derweilen mit Hans einen Vertrag abgeschlossen, der diesen „aus dem Rennen“ nehmen soll.
Für 300 Gulden verzichtet Hans auf Marie, jedoch unter der Bedingung, dass Marie nur einen Sohn des Micha heiraten darf – Micha ist der gemeinsame Vater von Hans und Wenzel, was natürlich niemand weiß. Alle, die von dem Vertrag hören, sind empört über den „Verkauf der Braut“.
Wenig später kommt ein Zirkus in das Dorf. Wenzel, dem die Lust am Heiraten vergangen ist, hat ein Auge auf die Tänzerin Esmeralda geworfen. Ihr zuliebe lässt er sich in ein Tanzbärenkostüm stecken und wird zum Gespött der Umstehenden.
Marie hat inzwischen vom „Verkauf der Braut“ gehört und ist über Hans arg enttäuscht. Sie würde nun sogar in eine Heirat mit Wenzel einwilligen.
Da erscheint Wenzels Vater und erkennt in Hans seinen verloren geglaubten Sohn aus erster Ehe. Überglücklich kann Marie nun den Vertrag erfüllen, einen Sohn Michas zu heiraten.

## Bekannte Arien, Ensembles und Tänze
1. Akt:
- Arie der Marie: „Gern will ich dir vertrauen“
- Duett Marie–Hans: „Mit der Mutter sank zu Grabe“
- Arie des Kezal: „Alles ist so gut wie richtig“

2. Akt:
- Orchester: Furiant
- Duett Marie–Wenzel: „Ich weiß euch einen lieben Schatz“
- Dukatenduett Kezal–Hans: „Komm’, mein Söhnchen, auf ein Wort!...Wer in Lieb’ entbrannt...Weiß ich doch eine, die hat Dukaten“
- Arie des Hans: „Es muss gelingen!“

3. Akt:
- Duettino Esmeralda–Springer (Zirkusdirektor): „Alles geht am Schnürchen“
- Sextett: „Ein Weilchen noch, Marie“
- Arie der Marie: „Endlich allein...Wie fremd und tot ist alles umher“
- Duett Hans–Marie: „So find’ich Dich...Mein lieber Schatz, nun aufgepasst!“

## Aufnahmen
Die verkaufte Braut ist vielfach auf Tonträger erschienen. Operadis nennt 34 Aufnahmen im Zeitraum von 1932 bis 2008. Daher werden im Folgenden nur die in Fachzeitschriften, Opernführern oder Ähnlichem besonders ausgezeichneten oder aus anderen Gründen nachvollziehbar erwähnenswerten Aufnahmen aufgeführt.
- Juni 1933 (erste bekannte Aufnahme; Studio-Aufnahme aus Wien, gekürzt): Otakar Ostrčil (Dirigent), Orchester und Chor des Prager Nationaltheaters. Julian Konstantinov (Kruschina/Krušina), Marie Pixová (Kathinka/Ludmila), Ada Nordenová (Marie/Mařenka), Zdeněk Otava (Micha/Mícha), Marta Krásová (Agnes/Háta), Jaroslav Gleich (Wenzel/Vašek), Vladimir Toms (Hans/Jeník), Emil Pollert (Kezal/Kecal), Karel Hruška (Springer/Principál), Olta Horáková (Esmeralda), Václav Marek (Muff/Indián). His Master’s Voice AN 801–815. Wiederveröffentlichung auf CD: Naxos historical 8.110098-99 (2 CDs), Cantus Classics 500252 (2 CDs).[2]:17078
- 1962 (Opernwelt-CD-Tipp: „künstlerisch wertvoll“;[3] Terzett im 3. Akt gekürzt, ohne Rezitativ vor dem Duett Hans/Kezal, ohne Wiederholung des Marschs im 3. Akt, deutsche Fassung von Max Kalbeck): Rudolf Kempe (Dirigent), Bamberger Symphoniker, RIAS Kammerchor. Marcel Cordes (Kruschina/Krušina), Nada Puttar-Gold (Kathinka/Ludmila), Pilar Lorengar (Marie/Mařenka), Ivan Sardi (Micha/Mícha), Sieglinde Wagner (Agnes/Háta), Karl-Ernst Mercker (Wenzel/Vašek), Fritz Wunderlich (Hans/Jeník), Gottlob Frick (Kezal/Kecal), Ernst Krukowski (Springer/Principál), Gertrud Freedmann (Esmeralda), Walter Stoll (Muff/Indián). EMI CD: 7 64002 2, EMI LP: 29 1296 3 (3 LP), EMI CLASSICS 3818722 (2 CDs).[2]:17095
- 1980/81 (Opernwelt-CD-Tipp: „künstlerisch wertvoll“;[3] vollständig): Zdeněk Košler (Dirigent), Tschechische Philharmonie, Tschechischer Philharmonischer Chor. Jindřich Jindrák (Kruschina/Krušina), Marie Veselá (Kathinka/Ludmila), Gabriela Beňačková (Marie/Mařenka), Jaroslav Horáček (Micha/Mícha), Marie Mrazová (Agnes/Háta), Miroslav Kopp (Wenzel/Vašek), Peter Dvorský (Hans/Jeník), Richard Novák (Kezal/Kecal), Alfred Hampel (Springer/Principál), Jana Jonášová (Esmeralda), Karel Hanuš (Muff/Indián). Supraphon SU 3707-2 632 (2 CDs), Supraphon LP: 1116 4321-33, Supraphon CD: 10 3511 2.[2]:17099f
- Dezember 2004 (Gramophone-Rezension: „outstanding new version“;[4] Nominierung für den Grammy 2007 als „Best Opera Recording“;[5] englische Fassung von Kit Hesketh-Harvey): Charles Mackerras (Dirigent), Philharmonia Orchestra London, Chor der Covent Garden Opera London. Neal Davies (Kruschina/Krušina), Yvonne Howard (Kathinka/Ludmila), Susan Gritton (Marie/Mařenka), Geoffrey Moses (Micha/Mícha), Diana Montague (Agnes/Háta), Timothy Robinson (Wenzel/Vašek), Paul Charles Clarke (Hans/Jeník), Peter Rose (Kezal/Kecal), Robin Leggate (Springer/Principál), Yvette Bonner (Esmeralda), Kit Hesketh-Harvey (Muff/Indián). Chandos CHAN 3128(2) (2 CDs).[2]:17105

## Verfilmungen
- 1932: Die verkaufte Braut; Regie: Max Ophüls
- 1960: Die verkaufte Braut, deutsche Verfilmung, Regie: Kurt Wilhelm
- 1976: Prodaná nevěsta; Regie: Václav Kašlík
- 1981: Prodaná nevěsta; Regie: František Filip
- 1982: Die verkaufte Braut; Regie: Otto Schenk